# احمد زریق
احمد زریق (عربی: أحمد زريق؛ زادهٔ ۲۷ اکتبر ۱۹۹۰) بازیکن فوتبال اهل لبنان است.
از باشگاه‌هایی که در آن بازی کرده‌است می‌توان به باشگاه ورزشی العهد اشاره کرد.
وی همچنین در تیم ملی فوتبال لبنان بازی کرده‌است.